# Skara rådhus
Skara rådhus är en byggnad i kvarteret Rådhuset vid Stortorget 4 i Skara. Byggnaden, som uppfördes 1719 och byggdes om 1851, är byggnadsminne sedan den 9 oktober 1964.

## Historia
Skara är en av Sveriges äldsta städer och lydde därmed tidigt under rådhusrätt. Ett tidigare rådhus förstördes i branden 1678 och en ny byggnad uppfördes på samma plats vid torget, intill domkyrkan. Även detta hus brann ner till grunden, i stadsbranden 1719. Samma år uppfördes ytterligare ett nytt rådhus. Tidigare hade byggnaden legat mitt på torget, men nu flyttades det till den norra sidan.
Enligt Skaraborgs länsmuseums bebyggelseinventering från 1977 fick huset sin empireutformning vid ombyggnaden 1851. Vid ombyggnaden reveterades huset, andra våningen fick full höjd och takkupan tillkom. Enligt denna inventering är det endast delar av huset från 1719 som ingår i det nuvarande huset från 1851. Enligt Västergötlands museums antikvariska slutrapport i samband med grundförstärkning och invändig renovering av byggnaden år 2013 var den troligen nybyggd omkring år 1850. I en brandförsäkring från den 28 oktober 1850 framgår det att "Rådhuset är i år nedrifvet, och i dess ställe till Rådhus uppförd den Byggnad som härefter beskrifves No 1. ...Inredning finnes ännu icke. Den kommer att företagas nästa år och [byggnaden] derefter till ny försäkring anmälas."
Skara lades under landsrätt 1944, och förenades med Skånings och Valle tingslag i Skarabygdens domsaga. Rådhusrätten upphörde därmed och stadens invånare kom istället att lyda under häradsrätten.
Rådhuset användes fram till 2019 som kommunhus, varefter det togs över av det kommunala fastighetsbolaget Centrumbostäder som kontor.

## Beskrivning
Skara rådhus ligger vid torget sydväst om domkyrkan. Byggnaden har fått sitt nuvarande utseende genom en ombyggnad omkring 1850. Ingången flankeras av kolonner som bär en balkong. På taket finns en takkupa med en urtavla och en öppen klockhuv, i vilken hänger den år 1725 gjutna rådhusklockan.
Rådhuset är en reveterad timmerbyggnad i två våningar. Sockeln är av sten som putsats och målats. Fasaderna har en gulvit slätputs med gråbruna fönsteromfattningar. Byggnaden har brunmålade kopplade treluftsfönster med tre rutor i de nedre stående fönsterbågarna och en övre liggande båge med två rutor. Entrépartiet består av en kalkstenstrappa med vangstycken, två kolonner av kalksten bär upp ett entablement som utgör en balkong med gjutjärnsräcke. Entrén har en parspegeldörr med överljus med omfattning av rusticerad puts. Byggnaden har ett sadeltak av bandtäckt plåt.
Bottenvåningen består idag av kontor, innanför entrén finns en trapphall med en rak trappa till övervåningen. Övervåningens östra del består av ett stort sammanträdesrum medan den västra delen är uppdelad i mindre rum. Närmast torget ett rum med en återskapad äldre inredning med antika möbler, detta omnämns på en äldre ritning som kontor för "kanslichef". Ett genomgångsrum innanför balkongen har varit kontor för sekreterare. Rummet i nordvästra hörnet har varit avsett för kommunalrådet.
En hel del äldre fast inredning finns bevarad, främst spegeldörrar med foder och praktfulla överstycken i empirestil, samt trappräcken med ledstång av trä.